# Tharrawaddy Min
Tharrawaddy Min (tiếng Miến Điện: သာယာဝတီမင်းး, phát âm [θàjàwədì mɪ́ɰ̃]; 14 tháng 3 năm 1787 – 17 tháng 11 năm 1846) là vị vua thứ 8 của triều Konbaung thuộc Miến Điện. Ông bác bỏ Hiệp ước Yandabo và suýt gây chiến với người Anh.
Tharrawaddy sinh ra với tên gọi Maung Khin, con của Thái tử Thado Minsaw (con trai vua Bodawpaya) và Công chúa Min Kye vào ngày 14 tháng 3 năm 1787. Khi anh trai của ông là Bagyidaw lên ngôi vào năm 1819, Tharrawaddy được phong làm thái tử. Với tư cách là thái tử, ông đã chiến đấu trong Chiến tranh Anh-Miến Điện lần thứ nhất. Tháng 2 năm 1837, ông dấy binh khởi nghĩa sau khi trốn đến Shwebo, quê hương tổ tiên của các vị vua Konbaung. Tharrawaddy đã thành công trong việc lật đổ Bagyidaw vào tháng 4 và lên ngôi vua. Công chúa Min Myat Shwe, cháu gái của Hsinbyushin, người mà ông kết hôn năm 1809, được phong làm hoàng hậu chính của ông (Nanmadaw Mibaya Hkaungyi).
Năm 1841, Vua Tharrawaddy tặng một quả chuông nặng 42 tấn có tên là chuông Maha Tissada Gandha và 20 kilôgam (44 lb) mạ vàng cho chùa Shwedagon ở Yangon. Triều đại của ông đầy rẫy những tin đồn về việc chuẩn bị cho một cuộc chiến khác với người Anh, những người đã thêm Arakan và Tenasserim vào lãnh thổ của họ. Tuy nhiên, mãi đến năm 1852, sau khi Tharrawaddy được con trai ông là Pagan Min kế vị, Chiến tranh Anh-Miến lần thứ hai mới nổ ra.

## Thời trẻ

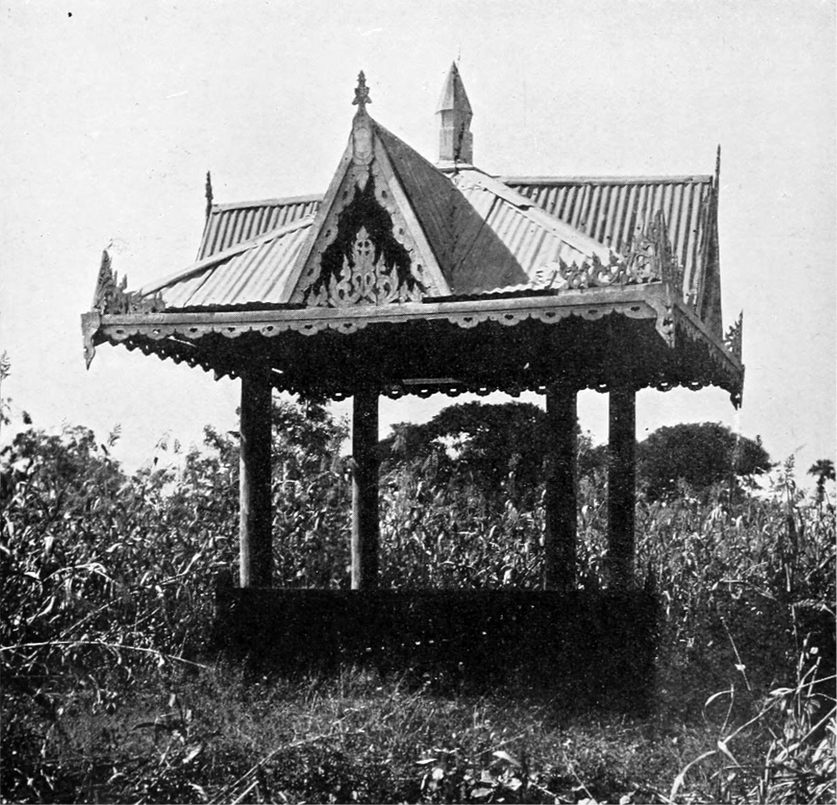
Lăng mộ của Tharrawaddy

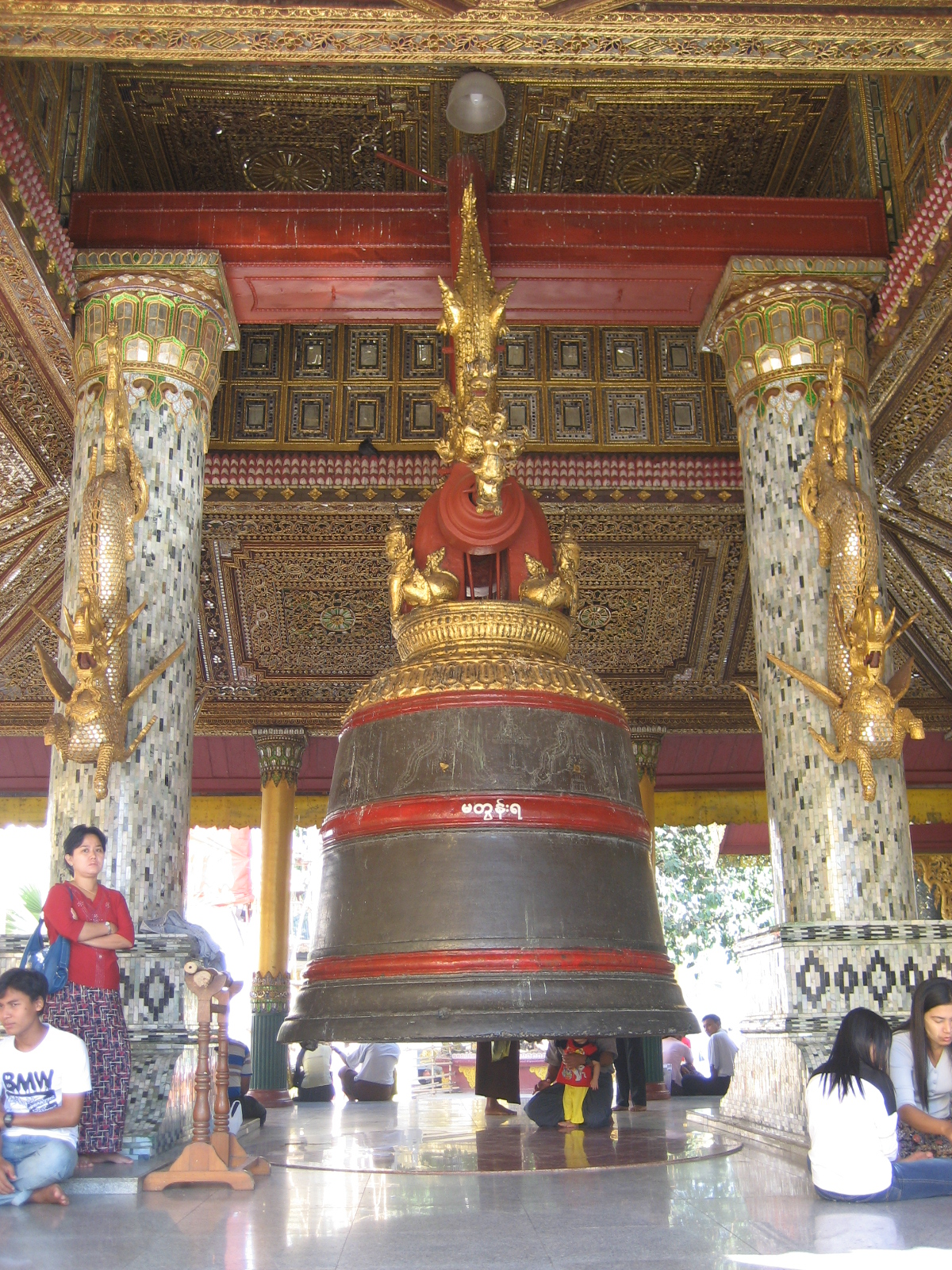
Quả chuông Maha Tissada Gandha do Tharrawaddy Min hiến tặng được treo trên sân thượng phía đông bắc của chùa Shwedagon ở Yangon.

Ông sinh ngày 14 tháng 3 năm 1787 tại Amarapura. Con trai thứ bảy của Thái tử Thado Minsaw (1762–1808)  và công chúa Min Kye (1763–1793), cháu nội của Bodawpaya (1745–1819), Quốc vương Miến Điện (1782–1819). Khi anh trai của ông là Bagyidaw lên ngôi hoàng gia vào năm 1819, Tharawadee được chỉ định là người thừa kế ngai vàng. Là người thừa kế ngai vàng, ông đã chiến đấu trong Chiến tranh Anh-Miến Điện lần thứ nhất (1824-1826).
Dưới thời vua Bagyidaw, người gần như đã rút lui khỏi triều chính, có hai phe đối lập trong vương quốc. Một số họ được lãnh đạo bởi Me Nu, vợ của Bagyidaw và những người thân của bà, người nắm giữ một số vị trí quan trọng trong chính phủ. Bà phản đối sự xâm nhập của Anh vào đất nước và cố gắng cô lập Miến Điện với thế giới bên ngoài. Đứng đầu một nhóm khác là Hoàng tử Tharrawaddy, người ủng hộ cải cách cách đất nước theo mô hình châu Âu.
Vào tháng 2 năm 1837, Hoàng tử Tharrawaddy chạy trốn đến Shwebo, quê hương tổ tiên của triều đại Konbaung, nơi ông giương cao ngọn cờ nổi dậy chống lại anh trai mình là Bagyidaw. Ngày 7 tháng 4 năm 1837, Tharawaddy đánh bại quân đội hoàng gia và chiếm đóng Ava. Ngày 15 tháng 4 năm 1837, ông buộc anh trai mình là Bagyidaw phải thoái vị. Vào ngày 8 tháng 6 năm 1840, Tharavadi lên ngôi tại Amarapura, lấy hiệu là Siri Pavarāditya Lokadhipati Vijaya Mahādhammarājadhirāja.

## Trị vì
Tharrawaddy bắt đầu tăng cường phòng thủ vương quốc. Ông tiếp tục tái vũ trang quân đội Miến Điện bằng vũ khí châu Âu. Súng hỏa mai, đạn dược và súng bắt đầu được nhập khẩu vào nước này. Để huấn luyện quân đội của mình, vị vua mới đã sử dụng cả những người đào ngũ từ quân đội Anh-Ấn và những hướng dẫn viên người Pháp.
Các đơn vị đồn trú ở biên giới được củng cố, Yangon được củng cố, bao trùm đồng bằng sông Irrawaddy. Một sắc lệnh đã được ban hành để đóng một số tàu lớn và hơn hai chục thuyền quân sự.
Vào những năm 1840-1842, Yangon được xây mới, trở thành một thành phố kiên cố được bao quanh bởi bờ kè bằng đất và hàng rào bằng gỗ.
Tharrawaddy theo đuổi kiên định chính sách chống Anh. Ông tuyên bố khi lên ngôi rằng ông không công nhận Hiệp ước Yandabo và từ chối rằng các vùng đất Arakan và Tenasserim là của người Anh.

### Qua đời
Vào ngày 17 tháng 11 năm 1846, quốc vương Miến Điện 59 tuổi Tharrawaddy qua đời tại Amarapura. Ông có 18 người con trai và 18 người con gái với nhiều người vợ. Ông được kế vị bởi con trai cả Pagan Min (1811-1880), người đã trở thành vị vua thứ 9 của triều đại Konbaung (1846-1853).

## Gia quyến
Vua Tharrawaddy có 18 con trai và 18 con gái, bao gồm:
- Pagan Min (vua thứ 9 của triều Konbaung)[5]
- Mindon Min (vua thứ 10 của triều Konbaung)
- Kanaung Mintha
- Setkya Dewi